# 91024 Széchenyi
(91024) Széchenyi, denumire internațională (91024) Szechenyi, este un asteroid din centura principală de asteroizi.

## Descriere
91024 Széchenyi este un asteroid din centura principală de asteroizi. A fost descoperit pe 28 februarie 1998 la Piszkesteto de Krisztián Sárneczky și László L. Kiss. Asteroidul prezintă o orbită caracterizată de o semiaxă mare de 2,66 ua, o excentricitate de 0,06 și o înclinație de 4,6° în raport cu ecliptica.